# Costa de' Nobili
Costa de' Nobili est une commune italienne de la province de Pavie, dans la région Lombardie.

## Administration
| Période                                  | Période | Identité | Étiquette | Qualité |
| ---------------------------------------- | ------- | -------- | --------- | ------- |
|                                          |         |          |           |         |
| Les données manquantes sont à compléter. |         |          |           |         |

### Communes limitrophes
Corteolona, Pieve Porto Morone, San Zenone al Po, Santa Cristina e Bissone, Spessa, Torre de' Negri, Zerbo.

## Personnalités
- Enzo Boschetti (1929-1993), prêtre fondateur d'une communauté de réinsertion pour la jeunesse en difficulté.